# Corea del Norte en los Juegos Olímpicos de Atenas 2004
Corea del Norte estuvo representada en los Juegos Olímpicos de Atenas 2004 por un total de 36 deportistas, 13 hombres y 23 mujeres, que compitieron en 9 deportes.

## Medallistas
El equipo olímpico norcoreano obtuvo las siguientes medallas:
| Nombre       | Deporte       | Competición    |
| ------------ | ------------- | -------------- |
| Oro          |               |                |
| —            |               |                |
| Plata        |               |                |
| Kim Song-Guk | Boxeo         | –54 kg M       |
| Ri Song-Hui  | Halterofilia  | 58 kg F        |
| Kim Hyang-Mi | Tenis de mesa | Individual F   |
| Kye Sun-Hui  | Judo          | –57 kg F       |
| Bronce       |               |                |
| Kim Jong-Su  | Tiro          | Pistola 50 m M |